# لانا فرانكوفيتش
لانا فرانكوفيتش مواليد 27 سبتمبر 1991، هي لاعبة كرة يد كرواتية تلعب كظهير أيسر. مثلت منتخب كرواتيا لكرة اليد للسيدات. حققت المركز الثالث في ألعاب البحر الأبيض المتوسط 2013.

## سجل المنافسة
شاركت في البطولات التالية:
- بطولة أوروبا لكرة اليد للسيدات 2012

## الميداليات
| الميدالية | المسابقة                        |
| --------- | ------------------------------- |
| برونزية   | ألعاب البحر الأبيض المتوسط 2013 |

## روابط خارجية
- لانا فرانكوفيتش على موقع الاتحاد الأوروبي لكرة اليد (الإنجليزية)
- لانا فرانكوفيتش على موقع اللجنة الأولمبية الدولية (الإنجليزية)